# Эд-Дали (Сирия)
Эд-Дали или Эд-Далия (араб. الدالية‎) — небольшой город на северо-западе Сирии, расположенный на территории мухафазы Латакия. Входит в состав района Джабла. Является административным центром одноимённой нахии.

## Географическое положение
Город находится в юго-восточной части мухафазы, к западу от горного хребта Ансария, на высоте 508 метров над уровнем моря.

Эд-Дали расположена на расстоянии приблизительно 40 километров к юго-востоку от города Латакия, административного центра провинции и на расстоянии 186 километров к северо-северо-западу (NNW) от Дамаска, столицы страны.

## Население
По данным официальной переписи 2004 года численность населения города составляла 4540 человек (2324 мужчины и 2216 женщин).

## Транспорт
Ближайший гражданский аэропорт — Международный аэропорт имени Басиля Аль-Асада.